# Зоны молчания (театр)
Зо́ны молча́ния (зоны сценического молчания) — театральное понятие, имеющее отношение к мастерству актёра и режиссёра в драматическом театре, включающее в себя такие элементы сценической выразительности, как восприятие, оценка, внутренний монолог, второй план, подтекст и пауза.

## История
Понятие «зона молчания» было разработано в середине XX века режиссёром и педагогом Алессеем Поповым. Еще в 30-е годы Попов параллельно с К.С. Саниславским исследовал поведение актёра на сцене; он заметил, что существование в образе обычно делится для актёра на два обособленных потока: «говорю» и «молчу»: «Когда „говорю“ — то активен, когда „молчу“ — то отдыхаю или ослабляю внутренний интерес к событиям». Речь для Попова шла об органическом процессе жизни в роли, о её непрерывности и в конечном счёте — о целостности сценического образа. «Органика, непрерывность и целостность, — писал режиссёр, — эти три фактора находятся в самой непосредственной связи между собой. Но с этими-то факторами чаще всего бывает неблагополучно в зонах молчания». При том, что даже исполнитель главной роли на сцене молчит больше, чем говорит.
В своей режиссёрской практике Попов добивался того, чтобы актёры ни на секунду не выключались из действия и тогда, когда им как будто нечего делать. Как отмечал Юрий Калашников, уже в ранних его спектаклях — «Виринее» и «Разломе» в Театре имени Вахтангова — народные сцены производили «неизгладимое впечатление»: участники массовых сцен не были статистами, все они жили, каждый своей жизнью, и эта индвидуализация не мешала им составлять ансамбль.

## Молчание актёра
«Зонами молчания» Попов называл и те моменты, когда актёр молчит по воле автора — в бессловесном эпизоде или во время реплик его партнёра, и паузы внутри текста его собственной роли. Актёр должен переживать происходящее на сцене, так или иначе реагировать на него, в первом случае — сочинив характер своего бессловесного персонажа или продолжая активно жить в образе, воспринимать, оценивать, «накапливать познание», чтобы наполнить смыслом и эмоциаональным содержанием свои последующие реплики. В эти моменты жизнь актёра на сцене непосредственно и органически связана с внутренними монологами, с подтекстом, а значит, и со сквозным действием роли. Как говорил К. Станиславский, «нельзя жить ролью скачками, то есть только тогда, когда говоришь». Актёр должен увлечься природой мышления созданного им персонажа, вообразив возможный способ и характер этого мышления, — опираясь на авторский замсел, но помня и о том, что живой человек за сказанными словами всегда имеет груз непроизнесённых слов. Переакцентировка со слов к молчанию, считал Попов, должна начинаться в педагогике.
Неразрывное единство мысли и чувства специалисты противопоставляют обычному на сцене, как и на экране, наигрышу чувств, «моторному» возбуждению, возникающему не от существа дела, нередко используемой актёрами неврастенической «вздрюченности», крику: «Возбуждение, не от мысли, не от существа ситуации идущее, не затрагивает ни мыслей, ни нерва, ни подлинных чувств артиста, а значит, и зрителя, оно не заражает зрителей отношением актёра к событию, к человеку, поскольку отношение это не сформировалось в самом актёре».
Многие театральные деятели считали и считают, что талант артиста больше проявляется именно в зонах сценического молчания. Ещё Уильям Шекспир говорил: «слова — солгут, молчание скажет всё». Одной из причин пассивности актёров в «зонах молчания» Попов считал их бессознательную убеждённость в том, что в фокус зрительского внимания попадает только говорящий. Это, считал режиссёр, «и так и не так»: звук голоса является лишь дополнительным возбудителем внимания. Яркое подтверждение тому приводил Кирилл Лавров, вспоминая спектакль БДТ «Идиот», в котором князя Мышкина играл Иннокентий Смоктуновский: в сцене в Павловске, когда Настасья Филипповна и Аглая «делили» Мышкина, он сам 15 минут молча стоял в углу — и все 15 минут зрители не могли глаз оторвать от него.

## Молчание режиссёра
Говоря о сценических паузах, Алексей Попов имел в виду все их разновидности — драматургические, актёрские и режиссёрские. Во всех случаях это немая сцена, но она должна быть «говорящей». «…Паузы, — писал Попов, — волнуют зрителя тогда, когда они действенны, напряженны, продолжают движение мысли».
Примерами драматургических пауз могут служить хрестоматийные «Народ безмолвствует» в финале «Бориса Годунова» А.С. Пушкина или немая сцена в финале гоголевского «Ревизора». «Режиссёрские паузы» впервые использовал К.С. Станиславский при первых постановках в Художественном театре пьес А.П. Чехова: в режиссёрских экземплярах пьес он расписывал предполагаемые паузы немыслимой для театра того времени протяжённости — 1015 секунд. Вошедшие поздне в пословицу «мхатовские паузы» в начале XX века ознаменовали рождение новой, психологической школы. Продолжительных пауз, как считал Станиславский, требовала стилистика чеховских пьес — поэзия «жизни человеческого духа», которая обнажалась именно в паузах, в каждом акте, в каждой сцене создававших особое настроение; в них прочитывалась истинная, скрытая драма чеховских героев
.  
Эти паузы у Станиславского наполнялись не только внутренней жизнью героев, но и нередко конкретным действием. Как говорил Чехов, в жизни люди, переживая душевную драму, могут «молчать по целым часам», — режиссёр концентрировал эти часы в недолгом, но выразительном действии. Так, в постановке «Чайки», когда Треплев в своей комнате играл на фортепиано вальс, Маша в одиночестве танцевала под его окнами. О неразделённой любви Маши, о её изломанной жизни два тура вальса сказали больше, чем вся временная протяжённость спектакля.